# Pałłada (1899)
Pałłada (ros. Паллада), później Tsugaru (津軽) – rosyjski krążownik z początku XX wieku, jeden z trzech okrętów typu Diana, później japoński krążownik szkolny. Z konstrukcyjnego punktu widzenia stanowił krążownik pancernopokładowy, a pierwotnie klasyfikowany był jako krążownik I rangi. Nazwę „Pałłada” (Pallas Atena) nosiły też inne okręty. Okręt zbudowany został w Petersburgu w Rosji, zwodowany w 1899 roku, a wszedł do służby w marynarce wojennej Imperium Rosyjskiego w 1902 roku. Brał udział w walkach pod Port Artur podczas wojny rosyjsko-japońskiej, podczas której został zatopiony w 1904 roku w bazie Port Artur. Po podniesieniu przez Japończyków służył jako japoński krążownik szkolny i stawiacz min „Tsugaru” (津軽) do 1922 roku, po czym został zatopiony jako okręt-cel w 1924 roku.
Wyporność projektowa okrętu wynosiła 6731 ton. Uzbrojenie składało się przede wszystkim z ośmiu dział kalibru 152 mm i 24 dział kalibru 75 mm. Napęd stanowiły maszyny parowe, pozwalające na osiąganie prędkości 19 węzłów.

## Historia
Daty w kalendarzu juliańskim (starego stylu), po ukośniku w gregoriańskim
W drugiej połowie lat 90. XIX wieku Rosja dostrzegła potrzebę budowy serii nowoczesnych krążowników, z uwagi na zagrożenie ze strony intensywnie rozbudowującej się Cesarskiej Marynarki Niemiec. Projekt powstał w 1895 roku w rosyjskiej stoczni Bałtijskij Zawod w Petersburgu. Budowa trzech krążowników typu Diana została przewidziana w ramach programu rozbudowy floty z 1895 roku, następnie włączonego do programu budowy okrętów na potrzeby Dalekiego Wschodu. W klasyfikacji rosyjskiej stanowiły krążowniki I rangi. 18 listopada 1895 roku Ministerstwo Morskie zdecydowało zlecić budowę dwóch pierwszych okrętów państwowej stoczni Galernyj Ostrowok w Petersburgu, a później zamówiono jeszcze trzeci. 17 kwietnia 1896 roku car Mikołaj II nadał pierwszej parze nazwy: „Pałłada” i „Diana”. Nazwa „Pałłada” pochodziła od imienia bogini z mitologii greckiej Pallas (Ateny). Za główny (prototypowy) okręt typu była uznawana budowana jako pierwsza „Pałłada”, mimo to oficjalnie był on nazwany typem Diana.
Po pracach przygotowawczych, stępkę pod budowę położono na pochylni faktycznie w lipcu 1896 roku. „Pałłada” była budowana w dużej kamiennej pochylni stoczni Galernyj Ostrowok. Jej budową kierował starszy budowniczy okrętów (odpowiednik pułkownika) P. Andriuszenko, a na późniejszym etapie młodszy budowniczy okrętów A. Mustafin, kierujący już budową „Diany”. Przed etapem prób zastąpił go z kolei N. Titow. Oficjalne uroczyste położenie stępki z udziałem generał-admirała Aleksego, połączone z przytwierdzeniem okolicznościowej srebrnej deski, miało jednak miejsce na wszystkich trzech okrętach dopiero 23 maja?/4 czerwca 1897 roku, gdy budowa była zaawansowana. „Pałładę” zwodowano jako pierwszą 14?/26 sierpnia 1899 roku, w obecności cara Mikołaja II.
Wyposażanie okrętu trwało długo, co spowodowane było w głównej mierze przez złą organizację robót i opóźnienia poddostawców, a także opóźnienia stoczni w montażu już przygotowanych elementów (jak np. maszyny sterowej). Działa kalibru 75 mm wyprodukowane pierwotnie dla „Pałłady” trafiły z wyjątkiem dwóch ostatecznie na wykańczany szybciej pancernik „Pierieswiet”, wobec czego należało wyprodukować kolejne. Planowano nawet rozpocząć próby bez kompletnego wyposażenia w kwietniu, a następnie wrześniu 1900 roku, ale okręt nie nadawał się do wyjścia w morze w tym czasie. W połowie 1900 roku przeprowadzono jedynie próby na uwięzi. Prace zostały dodatkowo zakłócone przez pożar drewnianej pochylni z krążownikiem „Witiaź” w stoczni Galernyj Ostrowok 31 maja 1901 roku – stojąca obok „Pałłada” była zagrożona, lecz zdołano ją odholować. Próby morskie „Pałłady” rozpoczęto w końcu 19 września 1901 roku i ukończono w październiku. Mimo tego, że krążownik nie osiągnął prędkości projektowej 20 węzłów (podobnie jak pozostałe okręty typu), marynarka przyjęła go bez poprawek pod tym względem w obliczu wzrastającego napięcia w stosunkach z Japonią. Jeszcze w tym roku przeprowadzono próby uzbrojenia i marynarka odebrała okręt, po czym odstawiono go na zimowanie w Libawie.

## Opis

### Opis ogólny
Projektowa wyporność normalna okrętów typu Diana wynosiła 6731 ton. Długość całkowita wszystkich okrętów typu wynosiła 126,8 m, a na linii wodnej 123,75 m. Szerokość maksymalna wynosiła 16,76 m, a zanurzenie projektowe 6,4 m.
Załoga liczyła początkowo etatowo 570 osób, w tym 20 oficerów. Oficerowie tradycyjnie mieli kajuty na pokładzie bateryjnym na rufie. Znajdowała się tam też kajuta dowódcy (na lewej burcie) oraz apartament i gabinet admiralski (na prawej burcie), a na samej rufie salon dowódcy. Marynarze mieli kubryki na pokładzie bateryjnym i spali w hamakach.

### Uzbrojenie

#### Stan początkowy

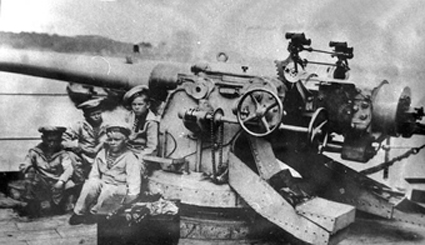
Działo 152 mm bez maski na bliźniaczej „Dianie”

Uzbrojenie główne okrętów typu Diana pierwotnie stanowiło osiem dział kalibru 152,4 mm systemu Canet o długości lufy L/45 (45 kalibrów), w tym po jednym na pokładzie dziobowym i rufowym, a po trzy na pokładzie górnym na każdej z burt. Kąt podniesienia luf wynosił od -6° do +15°, a maksymalna donośność 9800 m. Zapas amunicji wynosił 1414 nabojów (około 176 na lufę). Działa strzelały pociskami o masie 41,4 kg, a szybkostrzelność wynosiła do 5 strzałów na minutę. Artyleria na „Pałładzie” nie miała masek ochronnych.
Uzbrojenie pomocnicze, przeznaczone do zwalczania torpedowców, stanowiły 24 działa kalibru 75 mm L/50 systemu Canet, na pojedynczych podstawach Mellera, z tego 12 w stanowiskach w burtach na pokładzie bateryjnym, a 12 na pokładzie górnym na śródokręciu, za nadburciem (ogółem 12 na każdej burcie). Kąt podniesienia luf wynosił od -10° do +20°, a maksymalna donośność 7000 m. Strzelały pociskami przeciwpancernymi o masie 4,9 kg, a zapas amunicji scalonej obejmował 6240 nabojów (260 na lufę). Szybkostrzelność wynosiła do 10 strzałów na minutę. Dodatkowo początkowo uzbrojenie uzupełniało osiem armat kalibru 37 mm Hotchkiss L/22,8, po dwie na mostku dziobowym i rufowym i cztery na marsie bojowym. Miały donośność 2778 m, a ich maksymalna szybkostrzelność wynosiła do 30 strzałów na minutę. Typowe dla rosyjskich okrętów I rangi uzbrojenie stanowiły wreszcie dwie armaty kalibru 63,5 mm systemu Baranowskiego na lawetach kołowych dla oddziałów desantowych. Do działek kalibru 37 mm zabierano 3600 nabojów, a do armat desantowych 1440.
Okręty typu Diana miały początkowo trzy stałe wyrzutnie torpedowe kalibru 381 mm, z tego jedną nadwodną, umieszczoną w stewie dziobowej, i dwie podwodne strzelające na każdą z burt. Zapas wynosił osiem torped, w tym dwie dla wyrzutni dziobowej. Ponadto okręty zabierały w komorze minowej wewnątrz kadłuba 35 min, które mogły być stawiane z łodzi okrętowych. Kutry krążowników mogły także być uzbrojone w miotacze niesamobieżnych torped kalibru 254 mm, wyrzucanych ładunkiem prochowym, których na okręcie przewożono sześć.

#### Zmiany uzbrojenia
Z uwagi na szybką utratę okrętu, „Pałłada” nie przechodziła późniejszych zmian uzbrojenia jak inne rosyjskie okręty tego typu. Podczas wojny rosyjsko-japońskiej, na przełomie kwietnia i maja 1904 roku z okrętu zdjęto na potrzeby frontu lądowego dwa działa kalibru 152 mm (drugą parę, z najmniejszym kątem ostrzału), cztery działa 75 mm, wszystkie osiem działek 37 mm i armaty desantowe 63,5 mm. W sierpniu zdjęto natomiast pozostałe sześć dział kalibru 152 mm i część dział kalibru 75 mm.

### Opancerzenie

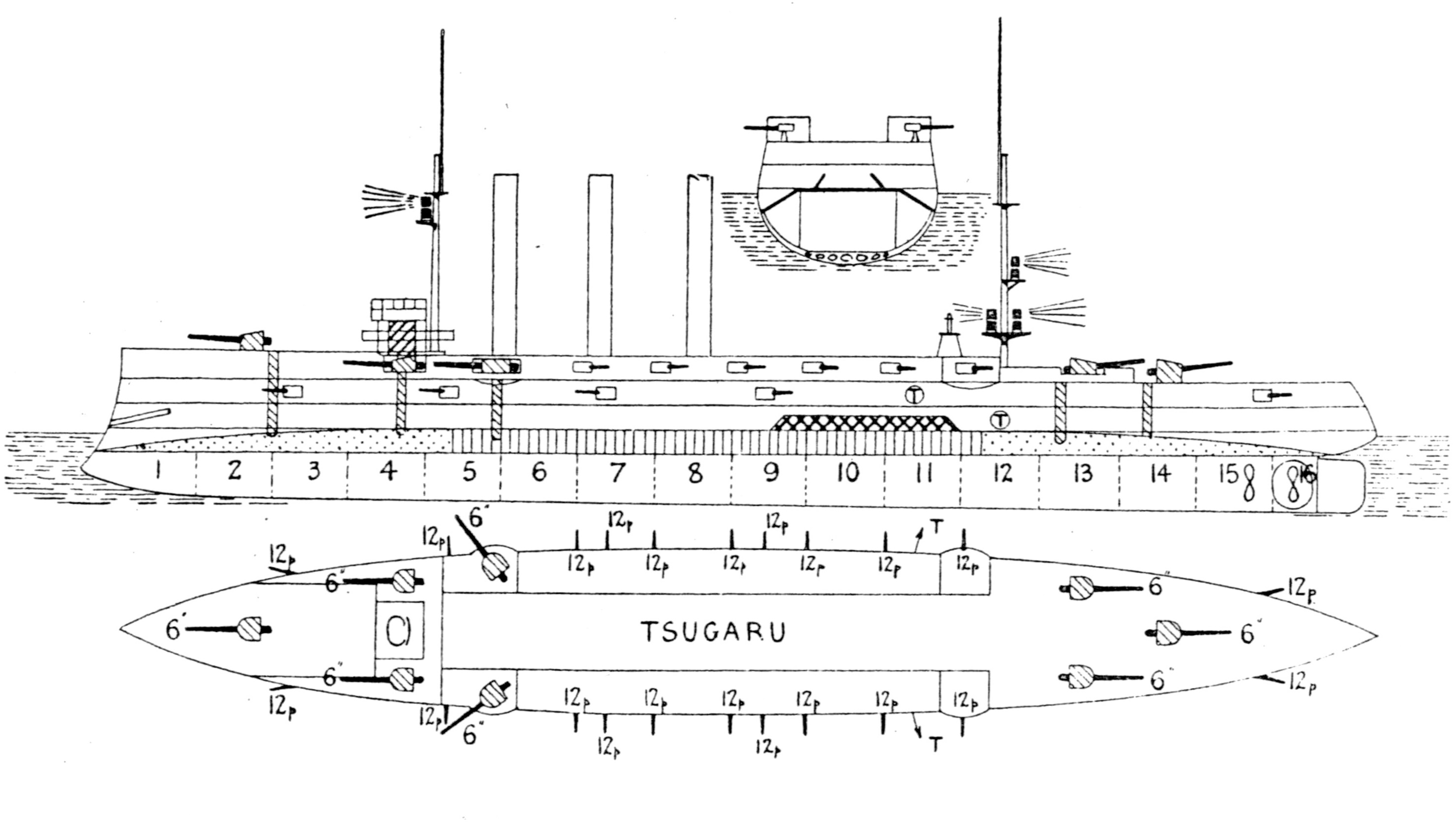
Uproszczony schemat opancerzenia okrętów typu Diana

Opancerzenie krążowników typu Diana stanowił typowy dla krążowników pancernopokładowych wewnętrzny pokład pancerny w rejonie linii wodnej, w formie skorupy z bocznymi skosami, pokryty płytami ze stosunkowo miękkiej niklowej stali. Grubość pancerza wynosiła w środkowej płaskiej części 38 mm, na skosach bocznych 63,5 mm, a w ich najniższej części bezpośrednio przylegającej do burt 50,8 mm. Dodatkowo stalowy pokład miał grubość 12,7 mm, zwiększając efektywną grubość opancerzenia.
Poszczególne elementy konstrukcji były ponadto opancerzone pancerzem pionowym ze stali chromoniklowej. Najgrubszy pancerz ścian grubości 152 mm miała wieża dowodzenia, przy tym z tyłu miała otwarte wejście osłonięte taką samą płytą. Wieża początkowo miała szczelinę obserwacyjną wysokości 304,8 mm. Dach wieży wykonany był z małomagnetycznej stali grubości 51 mm, dla zniwelowania wpływu na kompasy, a szyb komunikacyjny pod nią do centrali pod pokładem pancernym miał grubość ścian 89 mm. Ponadto szyby wind amunicyjnych, dolne części przewodów kominowych i osłony niektórych przewodów miały pancerz grubości 38 mm. Masa pancerza ogółem wynosiła 707 ton (ok. 10% wyporności).

### Napęd
Okręty typu Diana były napędzane przez trzy trzycylindrowe pionowe maszyny parowe potrójnego rozprężania, o łącznej projektowej mocy indykowanej 11 610 KM. Maszyny dla wszystkich krążowników były wyprodukowane przez Towarzystwo Francusko-Rosyjskich Zakładów. Na próbach siłownia „Pałłady” osiągnęła moc 13 100 KM (największą spośród okrętów typu). Parę dla maszyn wytwarzały 24 kotły wodnorurkowe systemu Belleville produkcji Zakładu Bałtyckiego, rozmieszczonych w trzech kotłowniach, po osiem w każdej. Ciśnienie robocze w kotłach wynosiło 17,2 atmosfery. W Japonii kotły wymieniono na Miyabara. Spaliny odprowadzane były przez trzy wysokie, proste, rozstawione w równych odstępach kominy, dla każdej kotłowni osobny. Maszyny napędzały bezpośrednio trzy trzyłopatowe śruby z brązu o średnicy 4,09 m. Napęd miał umożliwiać osiąganie maksymalnej prędkości średniej 20 węzłów, lecz na próbach „Pałłada” osiągnęła jedynie 19,17 węzła (przy wyporności 6722 tony). W japońskiej służbie, po remoncie, wymianie kotłów, zlikwidowaniu przegłębienia na dziób, regulacji maszyn i doborze optymalnego skoku śrub, „Pałłada” osiągała mimo to prędkość średnią 20 węzłów, a chwilową nawet 21,85 węzła.
Normalny projektowy zapas paliwa – węgla – wynosił 800 ton, a pełny 972 tony, lecz faktycznie maksymalny wynosił na przykładzie „Diany” 1070 ton. Zasięg projektowy wynosił 4000 mil morskich przy prędkości 10 węzłów z pełnym zapasem węgla. Faktyczny zasięg przy takiej prędkości przy częściowym zużyciu siłowni podczas służby bojowej był oceniany (dla „Diany”) w 1904 roku na 2570 mil (dobowe zużycie 110 ton).

### Odmienności wyglądu i wyposażenia

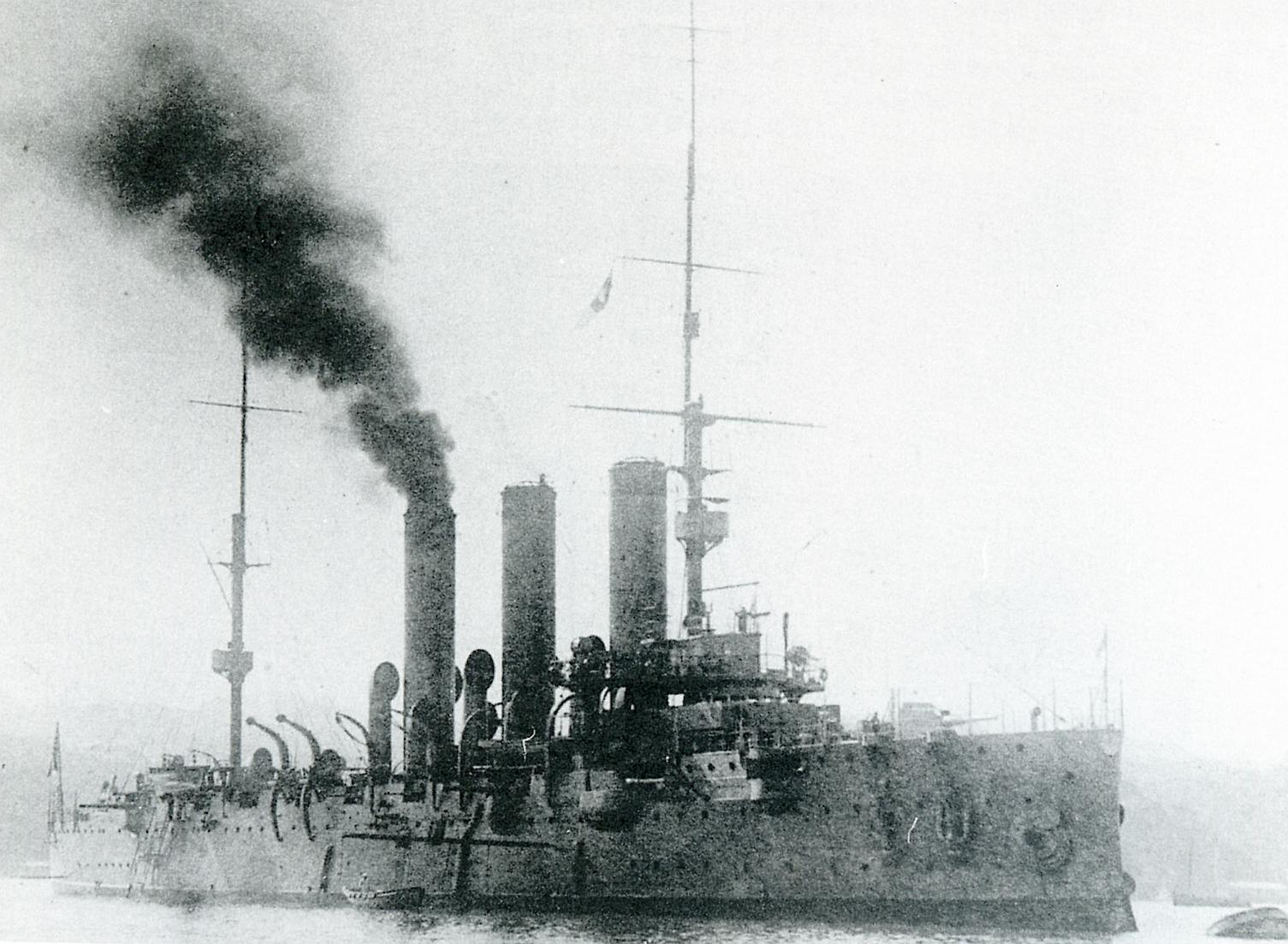
Okręt jako „Tsugaru” w 1912 roku

„Pałłada” jeszcze przed wypłynięciem na Daleki Wschód została wyposażona w radiostację, umieszczoną prawdopodobnie w rufowej pokładówce.
Planowano, że okręty zostaną wyposażone w nowoczesne kotwice Halla, zakupione w Wielkiej Brytanii, lecz w celu zapobieżenia opóźnieniom „Diana” i „Pałłada” otrzymały po trzy starsze kotwice patentowe systemu Martina, produkowane przez Zakłady Iżorskie, o masie 4,6 t (odróżniając się tym od „Aurory”). Wszystkie trzy okręty miały elektryczne napędy maszyny sterowej różnych firm – „Pałłada” miała maszynę produkcji Zakładu Bałtyckiego.
Początkowo w 1902 roku okręt miał pokojowy biały schemat malowania, z żółtymi kominami, przewidziany do rejsów zagranicznych. Jesienią 1903 roku okręt przemalowano na kolor oliwkowozielony, stosowany w I Eskadrze Oceanu Spokojnego.

## Służba

### Służba w Rosji

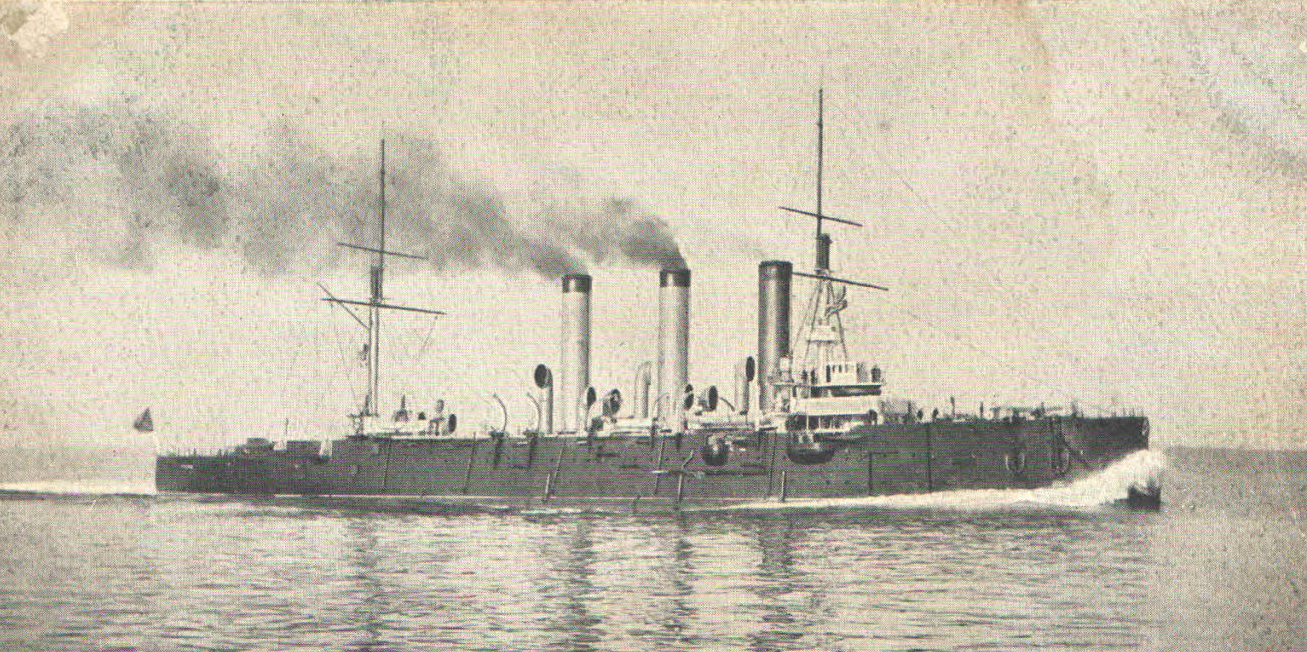
„Pałłada” podczas prób prędkości, 1901 rok

Pierwszym dowódcą okrętu po ukończeniu budowy, od maja 1901 do lutego 1904 roku, był komandor I. Kossowicz. Zimę 1901/1902 okręt spędził w Libawie, gdzie prowadzono prace poprawkowe. Po rozpoczęciu kampanii, pod koniec maja przeszedł do Kronsztadu, przy czym doszło do niewielkiego incydentu międzynarodowego, kiedy niedoświadczona wachta nie odsalutowała po drodze banderze niemieckiego parowca. Zajmowano się następnie przygotowywaniem okrętu do wyjścia na Daleki Wschód. 17?/30 października 1902 „Pałłada” wyszła z Kronsztadu w składzie zespołu kadm. E. Sztakelberga, wraz z bliźniaczą „Dianą” i pancernikiem „Retwizan”. 19 października krążowniki odniosły jednak uszkodzenia w sztormie, co spowodowało konieczność napraw w Libawie; okazało się też, że mają słabe własności żeglugowe i zużywają większe niż przewidywano ilości węgla. Zespół, do którego dołączył pancernik „Pobieda” i krążownik „Bogatyr’”, wyszedł ostatecznie z Libawy na Daleki Wschód 31 października?/13 listopada 1902 roku. Podczas dalszego rejsu „Pałłada” doznała awarii rurociągu parowego, po czym odłączyła się od zespołu w celu napraw w Kilonii i dołączyła ponownie podczas dłuższego postoju w grudniu w Pireusie w Grecji. Krążowniki były tam wizytowane przez królową Olgę z królewiczem Krzysztofem. W zatoce Suda na Krecie zespół odbył ćwiczenia artyleryjskie, przy czym „Pałłada” została uderzona torpedą z głowicą ćwiczebną z „Diany” (bez następstw). Następnie przez Kanał Sueski, odwiedzając Kolombo, Sabang i Singapur, „Retwizan”, „Pałłada” i „Diana” zawinęły 8?/21 kwietnia 1903 roku do Nagasaki, po czym „Retwizan” i „Pałłada” jako pierwsze okręty zespołu dopłynęły 22 kwietnia?/5 maja 1903 do docelowej rosyjskiej bazy Port Artur („Diana” dołączyła dwa dni później).

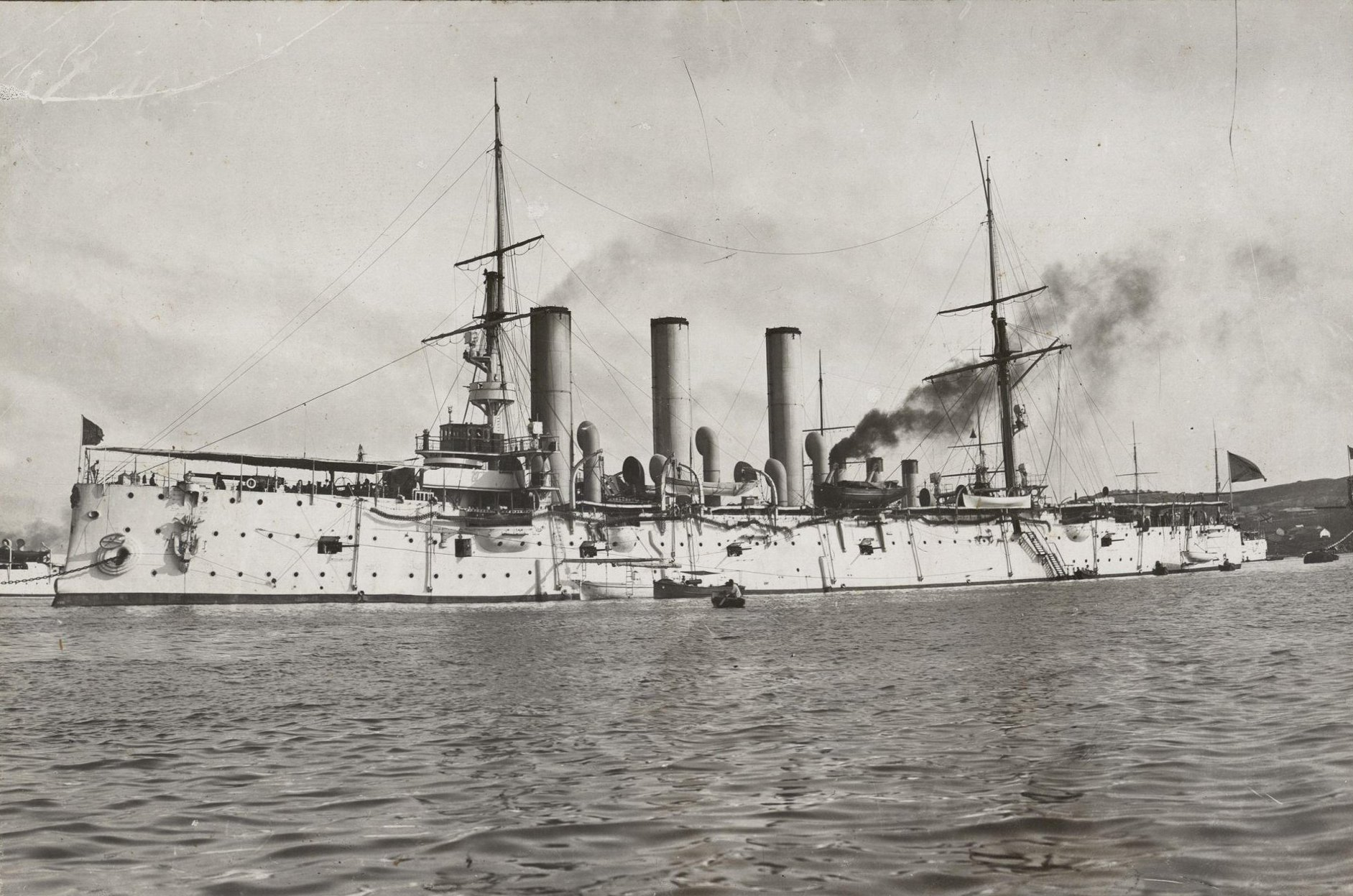
„Pałłada” w Port Arturze, ok. 1903–1904 roku

Po przyjściu do Port Artura, „Pałłada” pływała w maju w składzie głównych sił Eskadry Oceanu Spokojnego po Morzu Żółtym, po czym 16/29 czerwca została wycofana do zbrojnej rezerwy. Zaczęła znowu kampanię 1 września 1903 roku, biorąc następnie udział w jesiennych manewrach i podlegając przeglądowi przez głównodowodzącego na Dalekim Wschodzie admirała Aleksiejewa, który krytycznie ocenił oba krążowniki typu Diana. Jesienią tego roku okręty zostały przemalowane na ochronny kolor oliwkowozielony. Z powodów oszczędności budżetowych, przewidujących pływanie okrętów Eskadry tylko przez siedem miesięcy w roku, 1 grudnia „Pałłada” ponownie została wycofana do zbrojnej rezerwy. W związku z napięciem w stosunkach z Japonią, już jednak 1 stycznia 1904 roku, krótko przed wybuchem wojny rosyjsko-japońskiej, powróciła do linii.
„Pałłada” brała udział w obronie Port Artur, począwszy od nocnego ataku torpedowego japońskich niszczycieli na okręty rosyjskie kotwiczące na redzie bazy tuż przed północą 26 stycznia?/8 lutego 1904 roku. Kotwiczyła w zewnętrznej linii, będąc wyznaczona razem z „Retwizanem” do oświetlania redy tej nocy reflektorami. Oba stały się przez to dobrze widocznymi celami i „Pałłada” została trafiona torpedą jako jeden z trzech okrętów. Dostrzeżono na niej wprawdzie cztery niszczyciele, lecz nie zdecydowano się na otwarcie ognia z powodu niepewności, czy nie są rosyjskie, wobec zapalonych na wiodącym okręcie świateł rozpoznawczych typowych dla Rosji. Z wystrzelonych torped dwie chybiły, przechodząc za rufą, a trzecia trafiła w lewoburtową zasobnię węglową na śródokręciu, po czym doszło do pożaru komory amunicji 75 mm. Przypuszcza się, że okręt mógł zostać storpedowany przez niszczyciel „Shinonome” albo „Usugumo” z 3. dywizjonu, lub według innych autorów, „Kasumi” albo „Akatsuki” z 1. dywizjonu niszczycieli. Jeden marynarz zginął od wybuchu, lecz na skutek pożaru zmarło dalszych trzech (według innych źródeł sześciu), a ponad 30 zostało poszkodowanych od trujących produktów spalania. Okręt nabrał niewielkiego przechyłu 4,5°, lecz napływ wody opanowano brezentowym plastrem, po czym osadzono krążownik rufą na mieliźnie przy półwyspie Ogon Tygrysi. Podczas następującego boju dziennego z japońskim siłami głównymi na redzie portu 27 stycznia, osadzona na mieliźnie „Pałłada” ostrzeliwała je również z dział dziobowych. W nocy oraz boju dziennym okręt wystrzelił do jednostek japońskich 42 pociski kalibru 152 mm, 84 – 75 mm i 20 – 37 mm. Torpeda zniszczyła obszar poszycia i konstrukcji wewnętrznej między wręgami 68 a 75, na powierzchni 35 m², a otwór miał powierzchnię 13 m². Same kotłownie, oddzielone grodzią wzdłużną, nie zostały jednak uszkodzone. Krążownik następnie zszedł podczas przypływu z mielizny i 9 lutego został dokowany w Port Artur, po ukończeniu remontu krążownika „Nowik”.
3?/16 kwietnia okręt opuścił dok, a 28 kwietnia, po ukończeniu remontu i prób, powrócił do linii. Krążownik następnie służył głównie do pełnienia dozorów na zewnętrznej redzie Port Artur; wraz z „Dianą” nie był natomiast używany do działań ofensywnych z racji mniejszej od innych prędkości. 17?/30 kwietnia „Pałłada” weszła w skład nowo utworzonego Oddziału Krążowników pod dowództwem kmdra N. Rejzensztajna. Od końca kwietnia z rosyjskich okrętów zdejmowano część artylerii z przeznaczeniem na front lądowy. Z „Pałłady” zdjęto dwa działa kalibru 152 mm, cztery działa 75 mm, wszystkie działka 37 mm i armaty desantowe 63,5 mm.
10?/23 czerwca 1904 kontradmirał Wilgelm Witgeft podjął pierwszą próbę przebicia się z flotą do Władywostoku. „Pałłada” opóźniła wyjście zespołu rosyjskiego z powodu konieczności naprawy maszyny sterowej, a później uwolnienia kotwicy od podwodnego kabla telefonicznego, i wyszła na redę dopiero o 10:50. Po napotkaniu japońskich sił głównych wieczorem tego dnia jednakże kontradmirał Witgeft zawrócił do bazy. Powracające okręty były celem nocnych ataków torpedowych niszczycieli, ale nie były one skuteczne. „Pałłada” powróciła do służby dozorowej na redzie, a 26 czerwca?/9 lipca wraz z „Dianą” osłaniała pancernik „Połtawa” ostrzeliwujący pozycje japońskie w Zatoce Tahe.

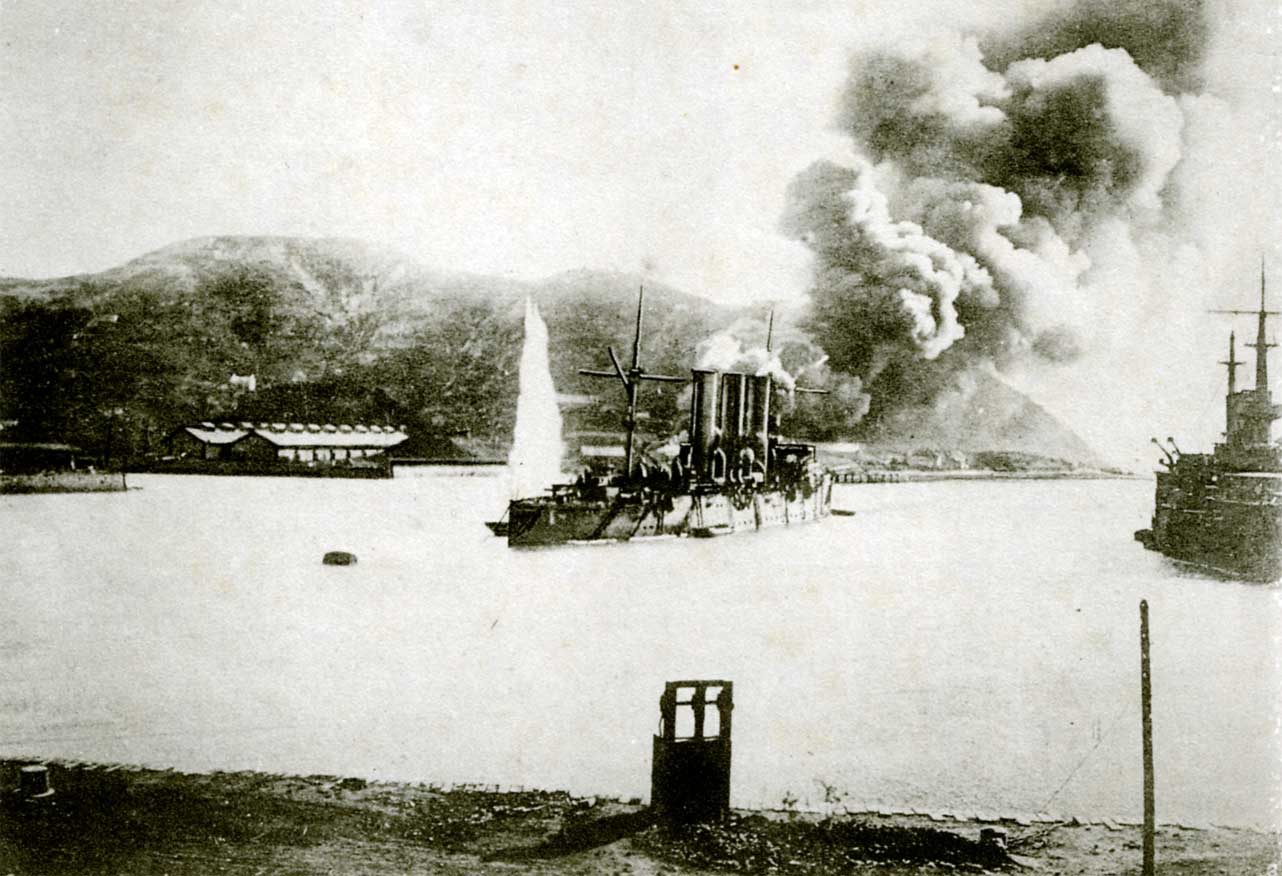
„Pałłada” pod ostrzałem w Port Arturze, listopad 1904 roku

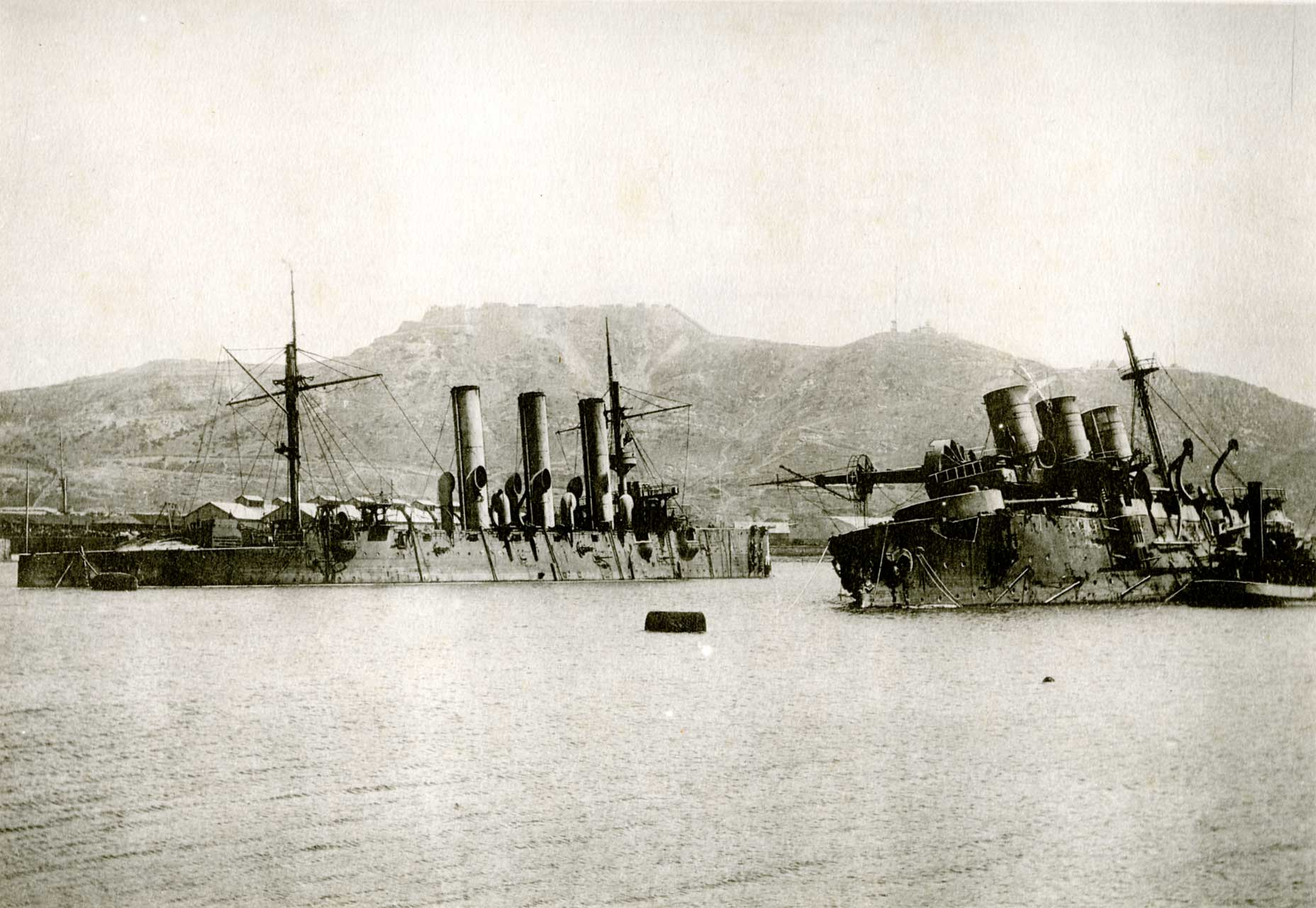
„Pałłada” i pancernik „Pobieda” (po prawej) zatopione w Port Arturze (podczas odpływu)

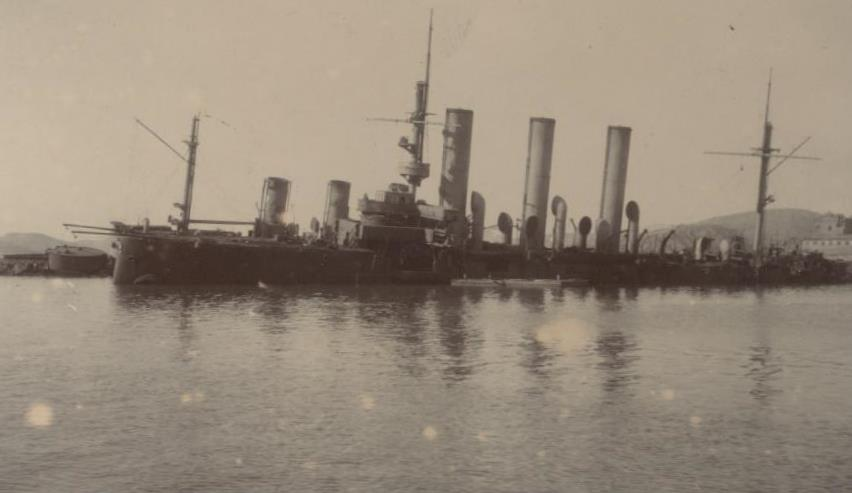
„Pałłada” zatopiona w Port Arturze. Za nią pancernik „Pobieda”.

28 lipca „Pałłada” w składzie zespołu krążowników kadm. Rejzentsztajna wzięła udział w kolejnej próbie przebicia się do Władywostoku, zakończonej bitwą na Morzu Żółtym. Została tylko lekko uszkodzona w pierwszej fazie starcia jednym pociskiem, następnie odłamkami kilku innych. Zginęło na jej pokładzie trzech marynarzy, a sześciu zostało rannych, z czego jeden zmarł. Z powodu niskiej prędkości maksymalnej, „Pałłada” nie mogła towarzyszyć krążownikom „Askold” i „Nowik” w próbie przełamania blokady. Jej dowódca kmdr W. Sarnawski nie zdecydował się również popłynąć wzorem „Diany” do portu neutralnego, lecz powrócił w nocy z siłami głównymi do Port Artura. Marsz z pełną prędkością i tak spowodował uszkodzenie fundamentu łożyska prawoburtowego wału (przypisywane niskiej jakości wykonania). „Pałłada” wystrzeliła ogółem 90 pocisków 152 mm i 180 – 75 mm, w tym odpowiednio 40 i 170 w trakcie odpierania nocnych ataków torpedowych japońskich torpedowców w drodze powrotnej.
Po bitwie na Morzu Żółtym duże rosyjskie okręty nie wykazywały już aktywności i zostały stopniowo rozbrojone. Dotychczasowe dwa oddziały połączono w samodzielny oddział pancerników i krążowników I rangi. „Pałłada” pozostała jedynym sprawnym krążownikiem w Port Arturze, nie licząc remontowanego krążownika pancernego „Bajan”, ale nie wychodziła już w morze. Brała jednak udział w ostrzeliwaniu podchodzących pod twierdzę Japończyków z wewnętrznej redy bazy, wystrzeliwując m.in. między 6/19 a 11/24 sierpnia 180 pocisków głównego kalibru. Już w sierpniu zdjęto mimo to z okrętu na pozycje lądowe część dział 75 mm, a we wrześniu pozostałe do tej pory sześć dział kalibru 152 mm, przeznaczone do ukompletowania bardziej wartościowego „Bajana”. Również część załogi skierowano na front lądowy.
Obszar bazy był ostrzeliwany systematycznie przez Japończyków niekorygowanym, ale stosunkowo gęstym ogniem dział kalibru 120 mm i 152 mm, i okręty były trafiane bezpośrednio lub uszkadzane bliskimi wybuchami. Jeszcze przed 1/14 października „Pałłada” otrzymała dwa trafienia, po czym dalsze kilka od 10/23 października.
Po uzyskaniu przez Japończyków możliwości ostrzału bazy przez ciężką artylerię, 26 października?/8 listopada „Pałłada” została trafiona po raz pierwszy pociskiem 280 mm z moździerzy oblężniczych. 15/28 listopada zginęło pięciu członków załogi, a 10 raniono. 22 listopada?/5 grudnia Japończycy zdobyli górę Wysoką, górującą nad bazą, po czym umieścili na niej punkt obserwacyjny artylerii i w ciągu najbliższych dni zatopili prawie wszystkie pozostałe duże okręty na wewnętrznej redzie bazy intensywnym korygowanym ostrzałem. 24 listopada?/7 grudnia „Pałłada” otrzymała 10 trafień ciężkimi pociskami i zatonęła na płytkiej wodzie Zachodniego Basenu, osiadając na dnie z przechyłem na lewą burtę. Okręt został ponadto zniszczony przez pożary. Przed kapitulacją twierdzy w nocy na 20 grudnia 1904?/2 stycznia 1905 roku dodatkowo obrońcy dokonali zniszczeń wewnątrz wraku, odpalając głowicę torpedy. Po upadku twierdzy załoga wraz z dowódcą trafiła do niewoli. Według japońskich ocen, okręt został trafiony ogółem 26 pociskami kalibru 280 mm, a pokład dziobowy został zdeformowany wybuchem.
| Lista dowódców w służbie rosyjskiej (daty w starym stylu)                                       | Lista dowódców w służbie rosyjskiej (daty w starym stylu) | Lista dowódców w służbie rosyjskiej (daty w starym stylu) | Lista dowódców w służbie rosyjskiej (daty w starym stylu) |
| ----------------------------------------------------------------------------------------------- | --------------------------------------------------------- | --------------------------------------------------------- | --------------------------------------------------------- |
| Imię i nazwisko                                                                                 | od                                                        | do                                                        | uwagi, źródła                                             |
| kmdr Iosif Kossowicz                                                                            | 21 maja 1901                                              | 3 lutego 1904                                             | formalnie do 5 stycznia 1904                              |
| kmdr Władimir Sarnawski                                                                         | 3 lutego 1904                                             | 9 czerwca 1904                                            | formalnie od 5 stycznia 1904{                             |
| kmdr por. Fiodor Iwanow                                                                         | 9 czerwca 1904                                            | 15 czerwca 1904                                           | p.o. dowódcy                                              |
| kmdr Władimir Sarnawski                                                                         | 14 czerwca 1904                                           | 24 listopada 1904                                         | formalnie do 1 stycznia 1905{                             |
| Oryginalne nazwy stopni: kapitan 1-go ranga (komandor), kapitan 2-go ranga (komandor porucznik) |                                                           |                                                           |                                                           |

### Służba w Japonii

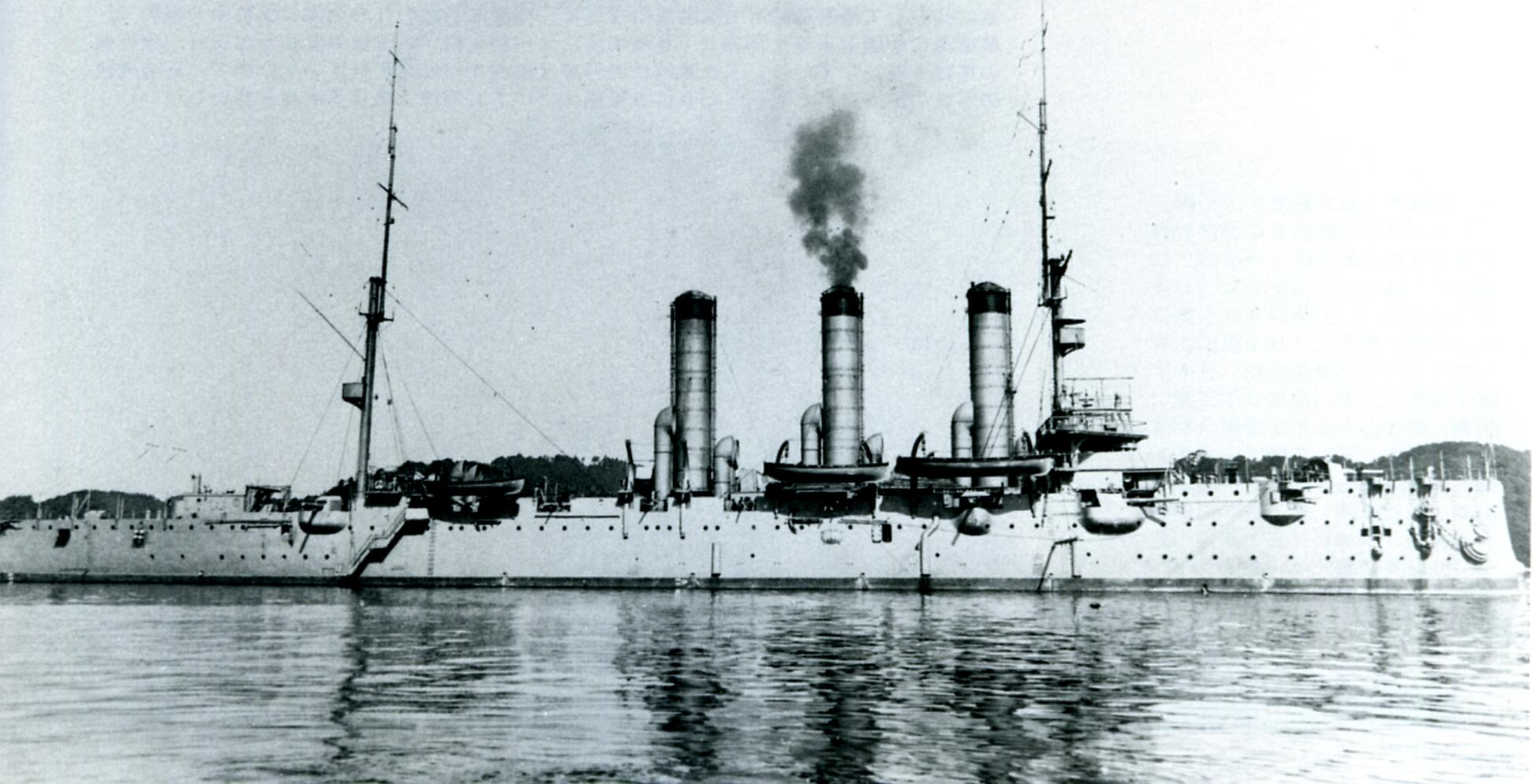
„Tsugaru” w 1918 roku jako stawiacz min

Po zdobyciu przez Japończyków bazy Port Artur 2 stycznia 1905 roku (nowego stylu), zdecydowali oni wyremontować okręt, mimo poważnych zniszczeń. 11 sierpnia 1905 roku podnieśli oni „Pałładę” z dna. 22 sierpnia tego roku okręt został formalnie wcielony do służby japońskiej jako krążownik II klasy „Tsugaru” (津軽). Po odholowaniu do Sasebo, okręt był remontowany przez następne pięć lat. Wymieniono kotły na japońskie Miyabara. Nieco zmieniła się forma nadbudówek i kominów. Działa rosyjskie wymieniono na analogicznych kalibrów systemu Armstrong używane w Japonii. Artylerię stanowiło 8 dział kalibru 152 mm, 22 działa kalibru 76 mm i 8 dział 37 mm. Uzupełniały ją cztery wyrzutnie torped kalibru 450 mm. W maju 1910 roku po remoncie okręt wszedł do służby, w roli okrętu szkolnego.
1 kwietnia 1920 okręt przeklasyfikowano na stawiacz min. Uzbrojenie główne zmniejszono do 7 dział 152 mm, usuwając też wyrzutnie torped. Przenosił on 300 min. Już jednak 1 kwietnia 1922 roku okręt wycofano ze służby, przesuwając go do kategorii okrętów specjalnych, po czym został zatopiony jako cel dla lotnictwa 27 maja 1924 roku koło Yokosuki (symbolicznie w rocznicę bitwy pod Cuszimą).